# ルドルフ・ライディング
ルドルフ・ライディング（Dr. Ing. h.c. Rudolf Leiding、1914年9月4日 - 2003年9月3日）は、第二次世界大戦後のフォルクスワーゲン社の第3代目の社長であり、1971年に前任者のクルト・ロッツ（Kurt Lotz）からその地位を引き継いだ。

## 経歴
ライディングは1945年に軍隊向け車両の修理責任者としてヴォルフスブルクのフォルクスワーゲン社で働き始めた。その後、ノルトホフ博士（Professor Nordhoff）はライディングをヴォルフスブルク工場内で戦後初の組み立てラインを手持ちの資材を遣り繰りして構築する責任者に任命した。この仕事での工夫が認められライディングは昇進し、アメリカ合衆国へ現地で新たにフォルクスワーゲン車のサービス網を組織するために派遣された。1958年から1965年までライディングはカッセルのフォルクスワーゲン工場で初めての工場長となり、その後インゴルシュタットのアウトウニオン社に移籍して取締役会で社長を務めて成功作となったアウディ・100の開発期間中の同社を率いた。
ライディングは「やり手の火消し人」という呼び声でフォルクスワーゲン社の幹部に着任した。ノルトホフの采配下でフォルクスワーゲン社がアウトウニオン社を買収するとライディングは士気と規律を引き締めるために総支配人としてインゴルシュタット工場へ派遣された。着任して最初の1週間、ライディングは朝番の勤務に遅刻する者がいないかを確かめるために毎朝7時に工場の入り口に立った。販売されず、使用もされておらず、増えつつある無益な2万8,000台もの車が工場内に溢れていることに気付くとライディングは「幾らでも構わんから処分してこい。」と事務員たちを街に追いたてた。これによりアウディ社の従業員が住むインゴルシュタットの多くの親戚知人が未使用の車を破格の値で購入した。その当時インゴルシュタットの生産量に対する需要は夜間操業を行うには適正な量ではなく、ライディングは夜の工場内を写真家を伴って歩き回った。翌日、非効率・無駄と判断された区画を担当する部署の責任者は、総支配のサイン以外何のコメントも記されていない不完全な持ち場の写真を受け取ることとなった。インゴルシュタットの最初の年でライディングは製造コストを34%も削減したと云われている。
1968年7月にライディングはフォルクスワーゲン・ド・ブラジル社の社長に赴任するためインゴルシュタットのアウトウニオン社を去った。サンパウロでの活動期間中にライディングが最高経営責任者となるために西ドイツのフォルクスワーゲン社に帰任する1年後の1972年に発表されるフォルクスワーゲン・SP2が開発されていた。1968年から1971年の3年間でライディングはフォルクスワーゲン・ド・ブラジル社の生産量も50%増加させた。

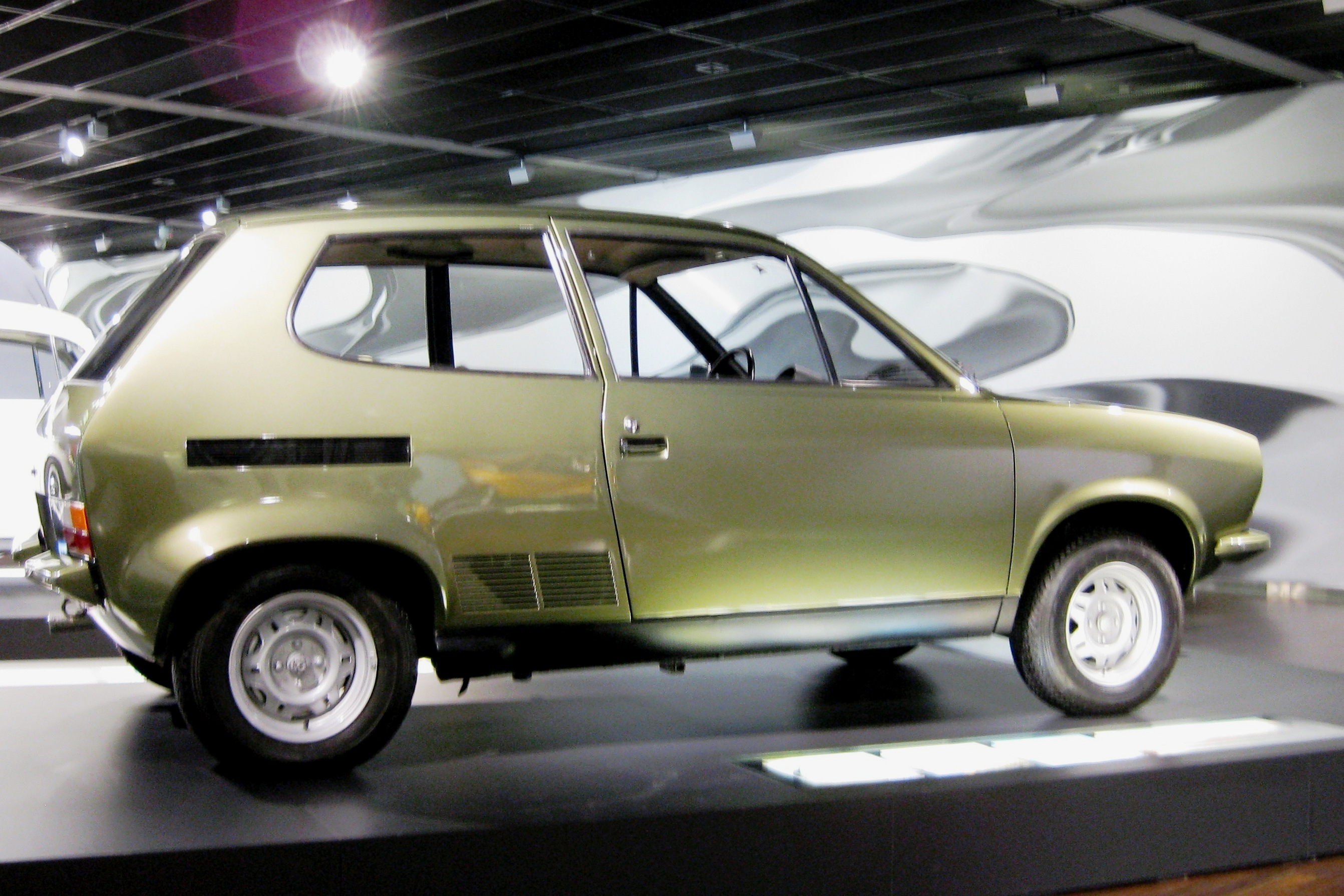
EA266プロトタイプ

クルト・ロッツからヴォルフスブルクの舵取りを引き継いでから3週間も経ないうちにライディングは新型車EA266に関する作業を停止させた。この車はフォルクスワーゲンのためにピエヒという名の若い才能のある技術者が率いるポルシェ社のチームが開発していたビートルの後継車となる複雑な構造（生産技術者の立場からは複雑過ぎる）のミッドシップ・エンジン車であった。ビートルの代替車計画の進捗は十分に進んでおりEA266には既に1,600万ドイツマルク（DM）が投資されていたため、当時この処置は一部で大きな議論の的となった。これはフォルクスワーゲン社の歴史的起源の否定を暗示していたため文化的側面での議論も巻き起こした。フォルクスワーゲン・411のような空冷エンジンを車体後部に搭載した新型モデルが市場から生暖かい反応しか得られなかったことでライディングは、フォルクスワーゲン車がヨーロッパの先端を行くフィアット車のような水冷エンジン、フロントエンジン、前輪駆動車に追い付くための近道として当時開発中のアウディ・80を使用することに決め、それはその後の流れから見ても完全に筋が通った決定であった。しかし、当時の人々はその判断に必要な先見の明というものを持ち合わせていなかった。
フォルクスワーゲン社が抱える問題の大きさは1972年に入った4カ月間に国内販売が15万1,086台となり、同時期に16万1,127台を西ドイツ内で販売したオペル社に完敗したときに表面化した。
2年後になっても依然ビートルは消費者の購買欲を失い続け、1974年に8億DMの損失を記録したフォルクスワーゲン社でライディングは疑わしい舵取りの役目を果たしていた。とはいえ、1974年はゴルフがヴォルフスブルク工場で造られ始めたという別の事由でも正念場の年であり、2年後の1976年にライディングの後任者は10億DMの利益を享受することとなった。
ライディング采配の下でフォルクスワーゲン・ゴルフは完成し1974年6月からヨーロッパで発売され、その7カ月後には「ラビット」（Rabbit）の名称で北アメリカ市場に導入された。ゴルフは、会社があまりにも長い期間ビートルに頼りきりだった後に襲った破産の危機からフォルクスワーゲン社を救った救世主となった。
ライディングは1975年の初めに会社を去り、トニ・シュミュッカー（Toni Schmücker）が後を引き継いだ。
ルドルフ・ライディングは89歳の誕生日前日の2003年9月3日に死去した。